# New York Six
New York Six war eine US-amerikanische Automarke.

## Markengeschichte
Villor P. Williams hatte eine besondere Vorrichtung für Automobile entwickelt. Er beabsichtigte, eigene Fahrzeuge mit dieser Vorrichtung herzustellen. Zunächst gründete er die New York Motors in Moline in Illinois. Einige Monate später folgte die Parkmobile Corporation in Baltimore in Maryland. Kurz darauf wurde New York Motors von der Automotive Corporation of America übernommen. Daraufhin gab es Pläne, das Werk der M. P. Moller Motor Car Company in Hagerstown in Maryland zu nutzen, die jedoch scheiterten. Im Februar 1928 kaufte Williams die George W. Davis Motor Car Company in Richmond in Indiana auf. In dessen Werk begann die Produktion von Automobilen. Der Markenname lautete New York Six. 1928 oder 1929 endete die Produktion. Insgesamt entstanden nur wenige Fahrzeuge. Eine zweite Quelle gibt an, dass der Hauptsitz bis zum Schluss in Baltimore war.

## Produkte
Die Besonderheit war eine Vorrichtung, die das Parken erheblich vereinfachte. Sie bestand aus jeweils zwei kleinen Rädern unterhalb der Vorder- und Hinterachse, die im Fahrbetrieb keinen Bodenkontakt hatten. Sie konnten hydraulisch ausgefahren werden, sodass die anderen Räder den Bodenkontakt verloren. Damit konnten die Fahrzeuge seitlich in Parklücken bewegt werden. Dies wurde in der Werbung hervorgehoben. Weitere Vorteile beim Reifenwechsel oder Arbeiten an der Unterseite des Fahrzeugs wurden nicht erwähnt.
Das erste Fahrzeug basierte auf einem Velie. Die Serienproduktion hatte Modelle von Davis als Basis. Die meisten hatten einen Sechszylindermotor. Außerdem wird ein Achtzylindermotor genannt.